# Stella Blandy
Pour les articles homonymes, voir Boué et Blandy.
Stella Blandy, pseudonyme de Stella Boué, née le 24 décembre 1836 et morte le 18 avril 1925 à Montesquieu-Volvestre, est une romancière, traductrice et féministe française.

## Biographie
Françoise Stella Boué voit le jour dans la petite ville de Montesquieu-Volvestre, dans une famille aisée qui possédait alors la mairie actuelle. Son éducation est soignée. Elle est attirée par l'écriture assez tôt et très vite poursuit son éducation à l'étranger : en Angleterre.
À son retour en France, elle commence à publier ses œuvres et connaît un certain succès. Elle publie notamment chez Hetzel, Firmin-Didot, Delagrave, Hachette et Armand Colin.
Vers mars 1875, Stella Blandy avec Henriette Caroste, Anna Houry, Hubertine Auclert, Maria Deraismes et sa sœur Anna Féresse-Deraismes co-signent  une lettre pour demander à Victor Hugo de soutenir leurs revendications féministes.
Elle a été collaboratrice de la Revue contemporaine et de la Revue des deux mondes. Elle a également traduit des œuvres anglaises et italiennes.
L'on se souvient, par exemple, de l’adaptation que Stella Blandy a faite du roman L’Habitation au désert de Mayne Reid sous le titre Les Robinsons de terre ferme. La Teppe aux merles, roman publié en 1890, fait rêver le héros d’Alain-Fournier (Le Grand Meaulnes).
Stella Blandy meurt à quatre-vingt huit ans dans la ville où elle est née.

## Œuvre complète
- 1864 : Une Noce dans un Village Mâconnais
- 1867 : La Dernière Chanson, Scène du Mâconnais
- 1869 : Revanche de femme (Lire en ligne)
- 1869 : L'Oncle Philibert (Lire en ligne)
- 1873 : Les Indiscrétions du Princes Svanine. Un Musulman, s'il vous plaît. Le Bruderschaft. Sept pour un. L’Émeraude, 1873
- 1875 : Bénédicte
- 1877 : Le Petit Roi (Lire en ligne)
- 1878 : Les Robinsons de Terre Ferme (adaptation de L'Habitation au désert de Mayne Reid)
- 1880 : Le Procès de l'absent (Lire en ligne)
- 1881 : La Dette de Zeéna,
- 1881 : Six pence, conte de Noël
- 1881 : Sous le Guy (nouvelle)
- 1882 : La Benjamine (Lire en ligne)
- 1882 : La Fille de Hakim
- 1883 : Les Épreuves de Norbert
- 1883 : Un oncle à héritage (Lire en ligne)
- 1884 : Trois sous neufs (nouvelle) Mont Salvage, illustration : Le cortège de la princesse Désirée, par A. Sandoz.

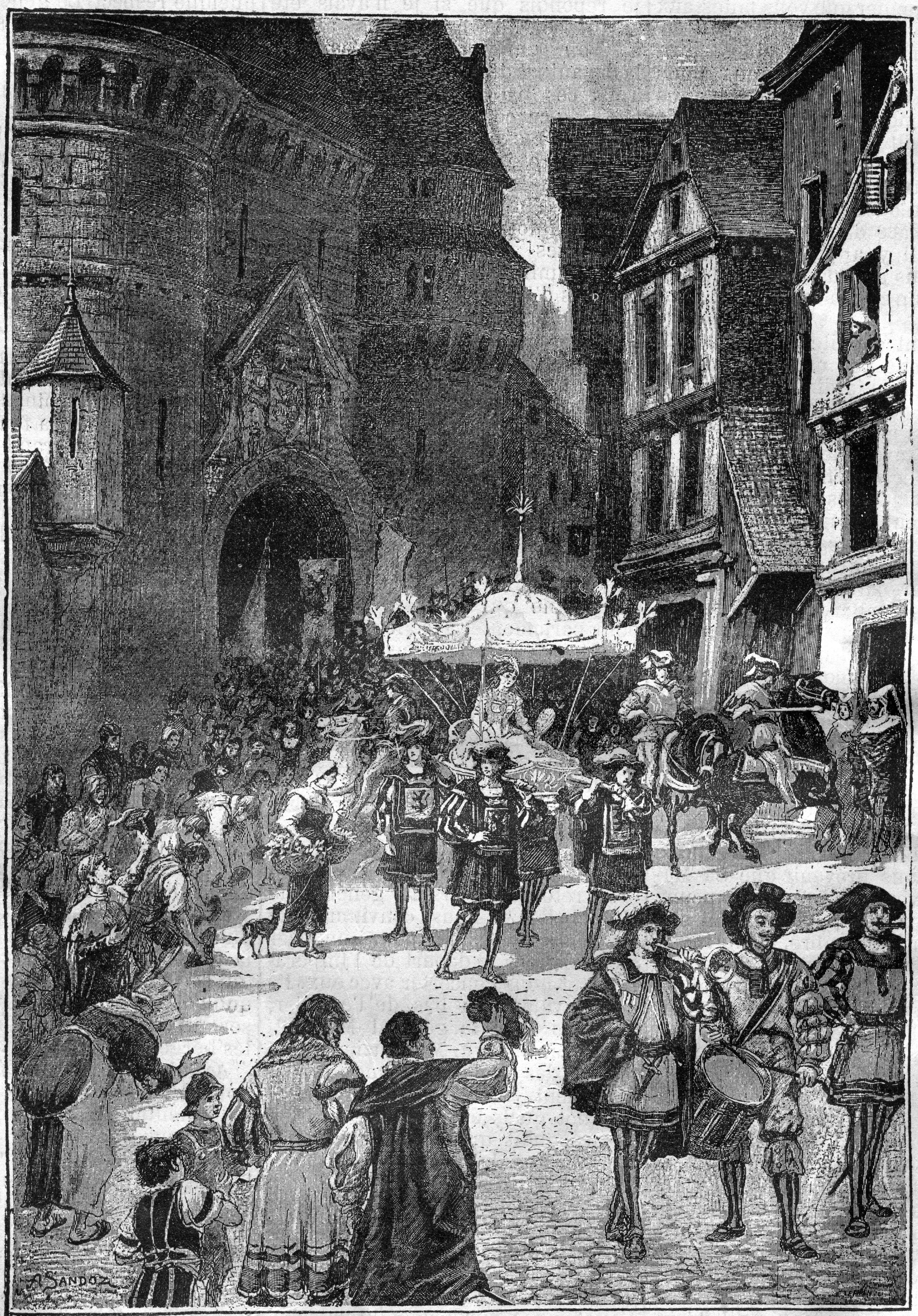
Mont Salvage, illustration : Le cortège de la princesse Désirée, par A. Sandoz.

- 1885 : Mont Salvage (Lire en ligne)
- 1885 : Mon ami et moi (Lire en ligne)
- 1885 : Tante Marise
- 1886 : Trois contes de Noël (Lire en ligne)
- 1887 : Rouzétou (Lire en ligne)
- 1888 : Fils de veuve
- 1888 : La Pie au nid
- 1888 : La Pierre de touche
- 1890 : La Teppe aux merles, illustré par Émile Mas
- 1890 : La Part du cadet
- 1890 : Le Bouquet d'algues
- 1891 : La Pièce de douze sous
- 1892 : Castelvert
- 1893 : Berthe la Frisonne. À l'aveuglette. Bec-d'Acier
- 1893 : Le Protégé d'Alice
- 1894 : Le Droit Chemin. Par la Traverse. La Veste du Colporteur
- 1895 : Au tournant du Chemin
- 1897 : Le Capitaine aux pieds nus
- 1902 : La Dame noire. Une Trouvaille. Sur la Pierre du souvenir
- 1903 : Le Siège de Calais
- 1904 : D'une rive à l'autre, illustré par Lucien-Paul Pouzargues

## Traductions
- Mayne Reid : Aventures de terre et de mer : Les Deux filles du squatter, 1875
- Mayne Reid : Aventures de terre et de mer : Les Jeunes voyageurs, 1877
- Mayne Reid : Aventures de terre et de mer : Les Robinsons de terre ferme, 1878
- Mayne Reid : Aventures de terre et de mer : Les Chasseurs de chevelures, 1878
- Mayne Reid : Aventures de terre et de mer : Les Exploits des jeunes Boërs. Les Chasseurs de girafes, 1882
- Salvatore Farina (en) : Amour aveugle. Bourrasques conjugales. Un homme heureux. Valet de pique, 1880 (traduit de l'italien)
- Salvatore Farina (en) : Le Trésor de Donnina, 1883 (traduit de l'italien)
- Salvatore Farina : L'Écume de la mer [Monsieur Moi], 1888 (traduit de l'italien)

## Sources
- Bibliothèque nationale de France (notice d'autorité de personne et bibliographie)
- Stella Blandy, Une femme de lettres à Montesquieu Volvestre, A. Berthoumieux et Catherine de Lagabbe
- Jean-Michel Minovez, La Bourgeoisie rurale en 1900 par la photographie, dans La Revue de Comminges, 1er janvier 1998, illustré page 284 d'un portrait de L’écrivain Stella Blandy vers la fin de sa vie (collection de Mme Laure Bouni)